# Megascops nudipes
Megascops nudipes е вид птица от семейство Совови (Strigidae).

## Разпространение
Видът е разпространен в Пуерто Рико.